# Кузма Перјасичка
Кузма Перјасичка је насељено мјесто града Слуња, на Кордуну, Карловачка жупанија, Република Хрватска.

## Географија
Кузма Перјасичка се налази око 22 км сјеверозападно од Слуња.

## Историја
Кузма Перјасичка се од распада Југославије до августа 1995. године налазила у Републици Српској Крајини.

## Становништво
Према попису становништва из 2011. године, насеље Кузма Перјасичка је имало 11 становника.
| Националност       | 1991. | 1981. | 1971. | 1961. |
| Срби               | 42    | 65    | 83    | 120   |
| Југословени        |       | 8     |       |       |
| Хрвати             |       |       | 2     |       |
| остали и непознато |       |       | 1     |       |
| Укупно             | 42    | 73    | 86    | 120   |

| Демографија | Демографија | Демографија |
| Година      | Становника  | Становника  |
| ----------- | ----------- | ----------- |
| 1961.       | 120         |             |
| 1971.       | 86          |             |
| 1981.       | 73          |             |
| 1991.       | 42          |             |
| 2001.       | 23          |             |
| 2011.       |             | 11          |